# Skrzydło (siły powietrzne)
Skrzydło (ang. wing) – oddział sił powietrznych występujący w organizacji sił powietrznych szeregu państw.
Pierwsze skrzydła zorganizowane zostały w Królewskich Siłach Powietrznych, w czasie II wojny światowej. Wiosną 1941, według wzorów brytyjskich, utworzone zostało 1 Polskie Skrzydło Myśliwskie. W skład brytyjskiego skrzydła wchodziło od 2 do 5 dywizjonów. W lotnictwie myśliwskim dowódca skrzydła posiadał etatowy stopień wing commandera (podpułkownika), natomiast w lotnictwie bombowym – group captain (pułkownika).
Skrzydło, zazwyczaj występujące w składzie trzech dywizjonów liczących razem 36 samolotów, mogło wykonywać samodzielnie zadania nad terenem przeciwnika, na przykład w osłonie własnych bombowców i jednostek morskich. Dowództwo skrzydła spełniało funkcje taktyczne, a pod względem operacyjnym podporządkowane było dowódcy brytyjskiej grupy lotniczej. Natomiast pod względem administracyjnym i zaopatrzeniowym podlegało dowódcy stacji (bazy) lotniczej, na której stacjonowały podległe mu dywizjony.
W Siłach Powietrznych Stanów Zjednoczonych skrzydło dzieli się na grupy, a te z kolei na eskadry.
W okresie zimnej wojny w siłach powietrznych RFN skrzydło liczyło 36 samolotów i składało się z trzech grup: lotniczej, technicznej i lotniskowej. Grupę lotniczą tworzyły dwie eskadry. W każdej z nich występowały cztery klucze, każdy złożony z dwóch par samolotów.

Skrzydło lotnicze Stanów Zjednoczonych składało się z trzech do sześciu eskadr bojowych, które posiadały zwykle po cztery klucze, przy czym w każdym z nich były trzy pary samolotów.